# Toegangsdam

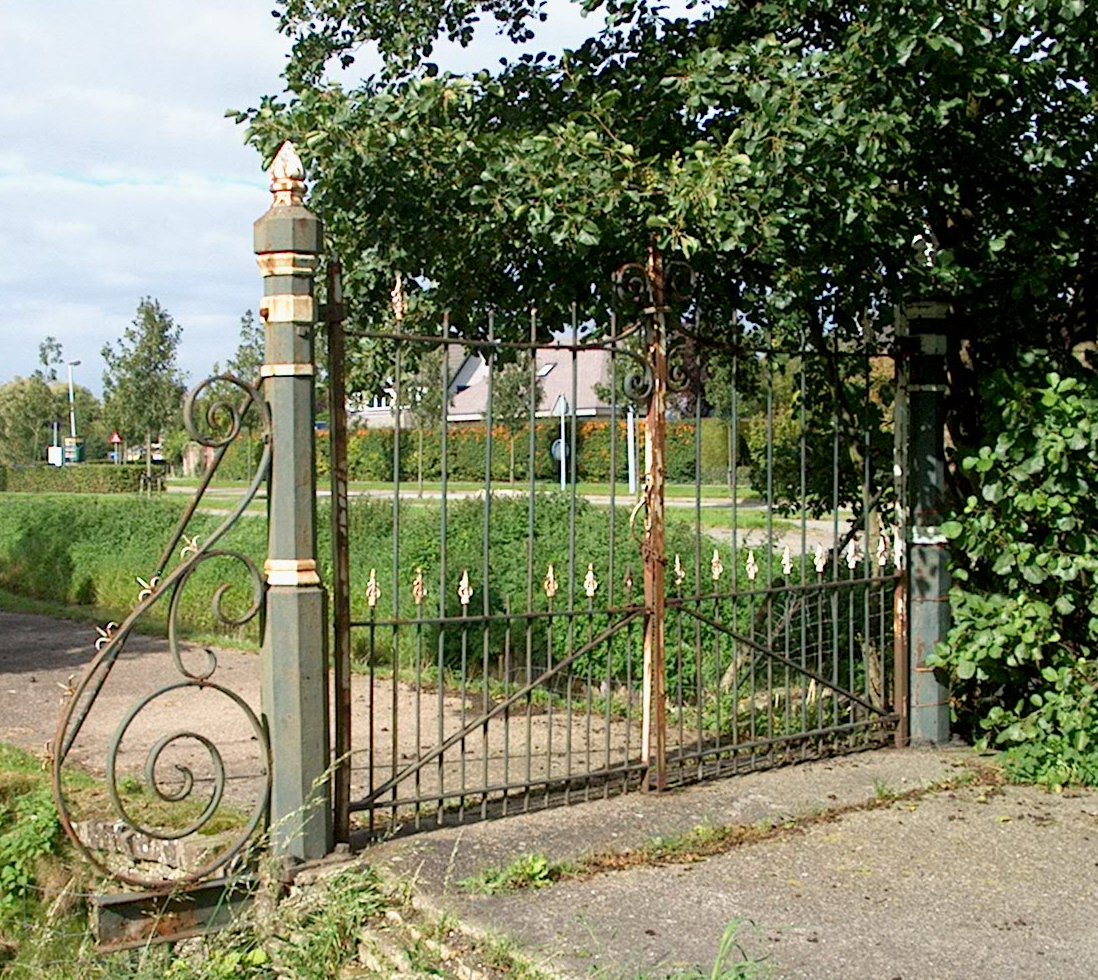
Toegangsdam van hoeve Buitenrust in Blokker.

Een toegangsdam (kortweg: dam) is een smal stuk grond in een watergang (sloot) om op een stuk grond (weiland, landbouwgrond, huisperceel) te komen. Een dam is vaak voorzien van een duiker.
Als een dam geen duiker heeft, is deze bedoeld om water te keren. Zie daarvoor: dam (waterkering).